# Märta Torén
Märta Torén (ur. 21 maja 1925 w Sztokholmie, zm. 19 lutego 1957 tamże) – szwedzka aktorka filmowa i teatralna działająca w latach czterdziestych i pięćdziesiątych XX wieku.
Karierę rozpoczęła grając w przedstawieniach teatralnych, w filmach zaczęła pojawiać się w 1947 roku. Pojawiła się na okładce czasopisma Life z 13 czerwca 1949 roku.
Jedną z jej najbardziej istotnych ról był film Sirocco (1951), w którym zagrała u boku Humphreya Bogarta. Wystąpiła także w Assignment: Paris z Dana Andrewsem w 1952 roku.
Zmarła na białaczkę w wieku 31 lat.

## Wybrana filmografia
- Casbah (1948)
- Rogues' Regiment (1948)
- Sword in the Desert (1949)
- One Way Street (1950)
- Mystery Submarine (1950)
- Sirocco (1951)
- The Man Who Watched the Trains Go By (1952)
- Wydawnictwo Ricordi (Casa Ricordi) (1954)
- Maddalena (1954)
- La Vena d'Oro (1955)